# Aurelio Pastor
Aurelio Pastor Valdivieso (Tarapoto, 10 de noviembre de 1967) es un abogado y político peruano. Fue ministro de Justicia del Perú durante el segundo gobierno de Alan García, desde el 11 de julio del 2009 hasta el 16 de marzo del 2010, y congresista de la república por la región San Martín en dos periodos consecutivos.

## Biografía
Aurelio Pastor nació el 10 de noviembre de 1967 en Tarapoto, ciudad ubicado en el departamento de San Martín en Perú. Es hijo de Aurelio Pastor Galindo y de Mercedes Valdivieso Sandoval, está casado y es padre de tres hijos.
Cursó sus estudios escolares en el Colegio Ofelia Velásquez en Tarapoto (1979-1983) y luego ingresó a la Pontificia Universidad Católica del Perú, en donde estudió la carrera de Derecho (1984-1990). Pastor cuenta con una maestría de Derecho Constitucional (1993-1994) y un diplomado de "Asociaciones Públicas Privadas, Gestión Estratégica del Desarrollo" en la Universidad Peruana de Ciencias Aplicadas. Estudió también la maestría de Derecho Penal en la PUCP en 2018.
Dirige un Estudio de Abogados en la ciudad de Lima con especialidad en Derecho Penal, Derecho Parlamentario, Derecho Electoral y en la defensa de los Derechos Humanos.

## Trayectoria política
Aurelio Pastor se inició en la política peruana cuando en el año 1983, durante su etapa como estudiante universitario y teniendo 16 años de edad, se inscribió como militante del Partido Aprista Peruano, partido político de Víctor Raúl Haya de la Torre y en donde sus padres eran dirigentes del aprismo en la región San Martín.
Como miembro del partido, fue secretario nacional de Derechos Humanos (1995-1999), secretario de Asuntos Electorales y Personero Nacional (1999-2000) y miembro de la Dirección Política desde marzo del 2010 hasta la actualidad. Fue opositor al gobierno de Alberto Fujimori y autor de las denuncias contra el Grupo Colina en 1997 y de los atentados militares contra Javier Diez Canseco y Gustavo Mohme en 1998. Pastor fue también asesor parlamentario de Jorge del Castillo y Luis Alva Castro.
Su primera participación electoral fue en las elecciones generales del 2000 como candidato al Congreso de la República del Perú, sin embargo, no resultó elegido debido a que su elección fue manipulada por el gobierno de Alberto Fujimori. Ese mismo año, participó en la Marcha de los Cuatro Suyos encabezada por Alejandro Toledo y en el mes de agosto fue designado como asesor de la Comisión de Fiscalización del Congreso presidida por el fujimorista Rolando Reátegui, hecho que generó polémicas sobre ser un supuesto tránsfuga y que tuvo que defenderse mediante una carta pública en la revista Caretas.

### Congresista
En 2001, luego de la caída del régimen fujimorista y el retorno de la democracia con el gobierno de transición de Valentín Paniagua, Aurelio Pastor resultó ésta vez elegido como congresista de la república por la región San Martín para el periodo 2001-2006.
Como congresista ejerció la presidencia de la Comisión de Constitución en 2004.
En 2006 fue reelegido congresista para un periodo 2006-2011, coincidiendo con el segundo gobierno de Alan García, y en su segunda gestión ejerció los cargos de presidente de la Célula Parlamentaria Aprista durante el período legislativo 2008-2009 y vocero de la bancada aprista. Durante los períodos legislativos 2006-2007 y 2010-2011, Pastor ejerció nuevamente la presidencia de la Comisión de Constitución del Congreso y en 2007 fue el encargado de la Comisión especial que elegiría a los nuevos magistrados del Tribunal Constitucional del Perú. No obstante, Pastor fue blanco de cuestionamientos por su actuar en la elección de magistrados debido a que avaló las elecciones de Javier Ríos Castillo, candidato con vínculos apristas y cercano al fujimorismo, y de Vladimir Paz de la Barra, quien tenía denuncias pendientes en el Ministerio Público. Dichos hechos generaron que se anulara la elección de magistrados al TC y la renuncia de Pastor a la presidencia de la comisión especial, que finalmente eligieron magistrados independientes.
Intentó una segunda reelección como congresista en 2011 por la lista de Lima, sin embargo, no tuvo éxito.

## Ministro de Justicia
Al producirse en julio del 2009 la caída del gabinete ministerial encabezado por Yehude Simon, el entonces presidente Alan García tuvo que crear otro gabinete y nombró a Javier Velásquez Quesquén como su nuevo primer ministro. Aquí se nombró a Pastor como ministro de Justicia del Perú, en reemplazo de Rosario Fernández Figueroa.
Entre sus obras durante su gestión ministerial se cuenta la creación de la primera Casa de la Justicia en Chumbivilcas (Cusco), que atiende los problemas judiciales de la población de manera rápida y gratuita. Además de la Casa de la Justicia en Quilmaná (Cañete) y Paucará (Huancavelica).
Durante su gestión desde julio del año 2009, la aplicación del nuevo Código Procesal Penal (CPP) benefició a casi 10 millones 500 mil personas  en 13 distritos judiciales del Perú: Huaura, La Libertad, Tacna, Moquegua, Arequipa, Tumbes, Piura, Lambayeque, Cusco, Puno, Madre de Dios, Ica y Cañete.
Asimismo, se impulsó la idea de conciliar en lugar de litigar, dando como resultado más de 11,500 casos resueltos mediante la conciliación a través de sus 72 centros gratuitos en todo el país. Además, durante el 2009 cerca de 45 mil 900 personas se acercaron hasta los centros de Asistencia Legal Gratuita (Alegra) del Minjus en busca de solución a sus problemas judiciales. En los centros Alegra se brindan servicios de conciliación, defensoría de oficio y consultas jurídica de manera gratuita.
En lo referido a la labor de los notarios, el Consejo del Notariado, desde mediados del año 2009 promovió la evaluación de los diversos notarios del país. También se inició el proceso de convocatoria del concurso de 17 plazas para el cargo de notario público en Lima, con el objetivo de renovar y ampliar el número de notarios que garantizan un servicio eficiente y moderno a la población.
Bajo la política de inclusión social del MINJUS, mediante el Servicio Civil de Graduados (Secigra), más de 1300 universitarios realizaron sus prácticas de Derecho en las diversas dependencias del sector Justicia.
En el tema legal, impulsó la derogación del Decreto Legislativo 927 y la eliminación de los beneficios penitenciarios de redención de la pena por el trabajo y la educación, la semilibertad y la liberación condicional para los condenados por el delito de terrorismo. Asimismo, se llegó a normar la Ley N.º 29472, que regula la intervención de las Fuerzas Armadas y Policiales en el levantamiento de cadáveres en zonas de emergencia.
En el tema de los penales, realizó reformas como la toma de control del establecimiento penitenciario de alta seguridad Castro Castro. Además, se alcanzó una significativa reducción en el hacinamiento en los diversos centros de reclusión. Un ejemplo de ello es lo registrado en el establecimiento penitenciario de Lurigancho donde existían 11,247 internos al inicio de la gestión del ministro Aurelio Pastor y al 30 de diciembre de 2009 se registraban 9,294 internos.
También durante su gestión se aprobó la ley que creó el Sistema de Vigilancia Electrónica que se aplicará mediante el uso de brazaletes electrónicos.
Durante el año 2009, y gracias al impulso de su gestión, se invirtió más de 150 millones de soles en el mejoramiento de los establecimientos penitenciarios ejecutando obras en 18 centros de reclusión.
Continuó con la política de conmutaciones de penas y gracias presidenciales a condenados, dirigida por Alan García. No obstante, Pastor fue acusado de beneficiar con los indultos a sentenciados por narcotráfico, así como a José Enrique Crousillat, empresario televisivo encarcelado por vender la línea de América Televisión al gobierno de Alberto Fujimori a través de Vladimiro Montesinos. Tras esto, Pastor se defendió alegando que el Grupo El Comercio buscaba su renuncia, declaraciones que fueron distanciadas por miembros de su partido, y provocó que congresistas de la oposición al aprismo optaran por presentar una moción de censura en su contra por el cuestionado indulto.
Finalmente, el gobierno aprista anunció mediante Resolución Suprema de dar por concluida la designación de Pastor como ministro de Justicia, hecho que lo obligó a renunciar el 16 de marzo del 2010. En el cargo fue reemplazado por Víctor García Toma, nombrado el 18 de marzo del 2010.

## Controversias
Debido a su participación en el indulto al broadcaster José Enrique Crousillat, el presidente Alan García, vía resolución PCM 075-2010, lo separó del cargo de titular del despacho de Justicia el 16 de marzo de 2010. Su separación obedeció a una dura y sistemática campaña del diario El Comercio quien se sintió amenazado con su presencia en el cargo.
Dentro del partido aprista también tuvo serias críticas de referentes históricos del partido por su participación en el caso Crousillat, entre ellos de Mercedes Cabanillas y Mauricio Mulder. Sin embargo, quedó claro que su salida obedeció a la presión del Diario El Comercio al presidente García para su despido.
En febrero del 2011, el ex viceministro de Justicia Gerardo Castro fue recluido en un penal por intento de soborno a un alto funcionario del Ministerio de la Producción para obtener permisos de pesca. Gerardo Castro, tuvo un cargo de confianza durante la gestión de Pastor, este último, al respecto, declaró que se sentía traicionado y que solo lo promovió a viceministro porque le parecía que había hecho un buen trabajo y podía dar más.
Fue condenado a 4 años y 6 meses de prisión por tráfico de influencias. Sin embargo, quedó en libertad y arremetió contra la entonces primera dama Nadine Heredia.